# NGC 2320
NGC 2320 é uma galáxia elíptica (E) localizada na direcção da constelação de Lynx. Possui uma declinação de +50° 34' 51" e uma ascensão recta de 7 horas, 05 minutos e 41,9 segundos.
A galáxia NGC 2320 foi descoberta em 28 de Dezembro de 1790 por William Herschel.